# Im Sumpf (Fernsehserie)
Im Sumpf (Rojst) ist eine polnische Fernsehserie. Sie wurde erstmals am 18. August 2018 auf dem Sender Showmax in Polen ausgestrahlt. Seit 25. März 2020 läuft sie international auf Netflix.

## Handlung
Die Serie spielt in einer fiktiven, namenlosen Provinzstadt in Westpolen. Der Originalname „Rojst“ beschreibt spezielle Feuchtgebiete – also bestimmte Sümpfe, die niedrig und sehr nass sind. Von dieser Gestalt sind nicht nur die Landschaften um die Provinzstadt der Serie, auch die graue Realität der Menschen und das System, in dem sie leben, gleicht einem sumpfigen Morast, aus dem sie nicht herauskommen.

### Staffel 1
Polen geht gerade durch eine seiner düstersten Zeiten nach dem Zweiten Weltkrieg. Es ist 1984, kurz nach dem Ende des Kriegsrechts. In der Provinz schreckt ein Doppelmord im Wald die Menschen auf: Eine junge Prostituierte und ein lokaler kommunistischer Parteifunktionär wurden brutal getötet. Zur gleichen Zeit begehen zwei Jugendliche einen rätselhaften Suizid. Zwei Journalisten der Regionalzeitung beginnen, inoffiziell zu ermitteln: der erfahrene Witold Wanycz (Andrzej Seweryn) und der junge Piotr Zarzycki (Dawid Ogrodnik), der kürzlich mit seiner schwangeren Frau (Zofia Wichłacz) aus Krakau in die Stadt gezogen ist. Schon bald tut sich ein Spinnennetz aus dubiosen Verbindungen zwischen Kriminalität, Verwaltung, Justiz und Politik auf.

### Staffel 2
Über ein Jahrzehnt nach den Geschehnissen der ersten Staffel wird der Südwesten Polens im Sommer 1997 von einer Jahrtausendflut heimgesucht. Ein Hochwasserdamm bricht, überflutet einen Teil der Stadt und schwemmt in einem Wald menschliche Überreste frei. Es sind Zeugnisse eines unaussprechlichen Grauens, das sich vor über 50 Jahren abgespielt hatte und an dem auch der junge Witold Wanycz beteiligt war. Doch zwischen den alten Knochen taucht auch die frische Leiche eines Teenagers auf. Dessen Tod untersucht die Unteroffizierin Anna Jass (Magdalena Różczka), zeitweise aus Warschau in die Provinz versetzt, mit dem Oberunteroffizier Adam Mika (Łukasz Simlat). Währenddessen kehrt Piotr Zarzycki in die Stadt zurück, um den Posten des Chefredakteurs der Lokalzeitung zu übernehmen.

## Rezeption
Die Serie sei auf erfrischende Weise düster, schreibt Gianluca Wallisch im Standard. „Schauspiel, Regie, Drehbuch, Tempo, Ausstattung – passt.“ Offene Enden blieben offen, wie im echten Leben. Im Sumpf sei eine moderne, durchdachte Produktion, wie man sie aus Großbritannien oder Skandinavien erwarten würde.
Im Deutschlandfunk erklärt Jörg Taszman, in der Serie gehe es „um Zivilcourage, Mut und Feigheit“, sie führe in die „düstere, bleierne Zeit der 80er-Jahre, als Polen im Kriegsrecht lebte“. Viele Polen hätten damals weggewollt, andere weggeschaut, sich arrangiert und angepasst – die Handlung der Serie lege diese Doppelmoral frei.

## Besetzung

### Ganze Serie
- Andrzej Seweryn: Witold Wanycz
- Dawid Ogrodnik: Piotr Zarzycki
- Zofia Wichłacz: Teresa Zarzycka
- Ireneusz Czop: Andrzej Warecki
- Zbigniew Waleryś: Zbigniew Bryński
- Piotr Fronczewski: Hotelmanager
- Agnieszka Żulewska: Nadia
- Michał Kaleta: Kazimierz Drewicz
- Tomasz Schimscheiner: Pathologe
- Dariusz Chojnacki: Kolędowicz

### Staffel 1
- Magdalena Walach: Helena Grochowiak
- Jacek Beler: Marek Kulik
- Jan Cięciara: Karol Wroński
- Nel Kaczmarek: Justyna Drewicz
- Gabriela Muskała: Magda Drewicz
- Artur Steranko: Wroński
- Zdzisław Wardejn: Jakowski
- Ewelina Starejki: Aleksandra Muszyńska
- Marek Dyjak: Józef Haśnik
- Wojciech Machnicki – Parteifunktionär
- Janusz Łagodziński – Warwas

### Staffel 2
- Magdalena Różczka: Anna Jass
- Łukasz Simlat: Adam Mika
- Gina Stiebitz: Elza Koepke
- Krzysztof Oleksyn: Witold Wanycz
- Mirosław Kropielnicki: Józef Kielak
- Marcin Bosak: Jacek Dobrowolski
- Michał Pawlik: Jarek Małecki
- Wanda Marzec: Wanda Zarzycka
- Franciszek Przanowski: Daniel Gwitt
- Zuzanna Grabowska: Ewa Gwitt
- Łukasz Lewandowski: Mirosław Gwitt
- Artur Dziurman: Kommandant
- Julian Świeżewski: Kamil Zacharczenko „Raptor“
- Vanessa Aleksander: Joanna Drewicz
- Anna Dereszowska: Hanna
- Łukasz Garlicki: Warecki
- Piotr Trojan: Darek
- Mariusz Jakus: Krzysztof Jaszczerski „Jaszczur“